# Фулбрајтов програм
Фулбрајтова стипендија је стипендија владе САД у области образовања установљена 1946. Стипендија је намењена за професоре, истраживаче и студенте и за учешће у образовним програмима у иностранству. Основана је са циљем да се допринесе сарадњи између САД и других нација. Програм је осмислио амерички сенатор Џејмс Вилијам Фулбрајт што је озваничено Фулбрајтовим законом из 1946. Допунски програм за семинаре у иностранству успостављен је Фулбрајт-Хејсовим законом из 1961. Већина учесника „Фулбрајтовог програма” су студенти постдипломских студија, али могу да се квалификују и професори, успешни истраживачи, стажисти и посматрачи. Спровођење овог програма је у надлежности америчког Стејт департмента. Многе значајне личности у научном, културном и уметничком животу бивше Југославије, Републике Србије и Републике Српске биле су корисници „Фулбрајтове стипендије”.